# Гранки (Пензенская область)
Гранки́ — село Мошковского сельсовета Бековского района Пензенской области.

## География
Село расположено на западе Бековского района, на правом берегу Хопра. Расстояние до административного центра сельсовета село Мошки — 3 км, расстояние до районного центра пгт Беково — 17 км.

## История
По исследованиям историка-краеведа Полубоярова М. С., село основано около 1721 года. Название деревни связано с ежегодными переделами земли между крестьянами (отсюда Гранки от слова грань — межа).
В 1795 году показано как село Гранки помещика Петра Андреева Богданова с 1 двором и 3 ревизионными душами и как село однодворцев с 8 дворами и 23 ревизионными душами. В 1859 году — казённая деревня Ивановка (Гранки) при реке Хопре, 114 дворов, всего жителей — 673, из них мужского пола — 324, женского — 349. В 1911 году — деревня Гравки (Горонки) Пяшинской волости Сердобского уезда Саратовской губернии, имелась земская школа, 227 дворов, численность населения всего — 1523 приписных душ, из них мужского пола — 782, женского — 741; площадь посевов у крестьян всего — 1356 десятины, из них на надельной земле — 1086 десятины, на купленной — 17 десятин, на арендованной — 253 десятины, имелось 26 железных плугов, 1 молотилка, 7 веялок.
В 1928 году — центр Гранковского сельсовета Бековского района Балашовского округа Нижне-Волжского края (с 30 июля 1930 года Балашовский округ упразднён, район вошёл в Нижне-Волжский край). С 4 февраля 1939 года деревня вошла в состав вновь образованной Пензенской области. В 1945 году — в Мошковском сельском совете Бековского района Пензенской области. В 1955 году — располагалась бригада колхоза имени Ленина, в настоящее время — ООО «Гранки».
Село с 23 ноября 2010 года.
В окрестностях села — три кургана: один — около болота «Кусты», два — около оврага «Студеный родник».

## Население
На 1 января 2004 года — 173 хозяйства, 363 жителя; в 2007 году — 325 жителей. На 1 января 2011 года численность населения села составила 424 человека.
| Численность населения, чел. | Численность населения, чел. | Численность населения, чел. | Численность населения, чел. | Численность населения, чел. | Численность населения, чел. | Численность населения, чел. |
| 1811                        | 1859                        | 1877                        | 1897                        | 1911                        | 1926                        | 1939                        |
| --------------------------- | --------------------------- | --------------------------- | --------------------------- | --------------------------- | --------------------------- | --------------------------- |
| 500                         | ↗673                        | ↗810                        | ↗1034                       | ↗1523                       | ↗1810                       | ↘918                        |
| 1959                        | 1979                        | 1989                        | 1996                        | 2004                        | 2007                        | 2010                        |
| ↗943                        | ↘657                        | ↘463                        | ↘437                        | ↘363                        | ↘325                        | ↗424                        |

## Инфраструктура
В селе имеются дом культуры, магазин. Село газифицировано, имеется централизованное водоснабжение. До села проложена автодорога с асфальтовым покрытием длиной 2,75 км, соединяющая село с трассой регионального значения «Тамбов — Пенза» — Беково.

## Улицы
- Бутырская;
- Лесная;
- Никольская;
- Полевая;
- Троицкая;
- Центральная;
- Ивановская;
- Молодёжная;